# Stranded (filme de drama de 1916)
Stranded é um filme de drama mudo produzido nos Estados Unidos pela Fine Arts Film Company, distribuído pela Triangle Film Corporation e lançado em 1916. O filme é estrelado por DeWolf Hopper com a estreante Bessie Love em um papel coadjuvante. O filme é considerado perdido.

## Sinopse
H. Ulysses Watts (Hopper) é um ator itinerante de Shakespeare cuja carreira está em declínio, pois seu público está mais interessado em cinema e vaudeville. Quando a trupe é roubada por Stoner (Stockdale), Watts cuida de uma jovem trapezista ferida (Love), e finge ser o pai dela para que possa protegê-la.
Enquanto se curava na vila, a garota se apaixona pelo gerente de um hotel e eles planejam casar-se. No entanto, Stoner retorna e ameaça revelar sua verdadeira carreira e que ela e Watts não são parentes. Em vez disso, Watts conta tudo isso ao gerente do hotel, que ainda está apaixonado pela garota e quer se casar com ela. No casamento, Stoner atira fatalmente em Watts, que interpreta a cena da morte de Júlio César como sua apresentação final. Stoner é capturado, e a garota e seu novo marido vivem felizes para sempre.

## Elenco
- DeWolf Hopper como H. Ulysses Watts
- Carl Stockdale como Stoner
- Frank Bennett como Proprietário do Hotel
- Loyola O'Connor como Sua Mãe
- Bessie Love como A Menina

## Recepção

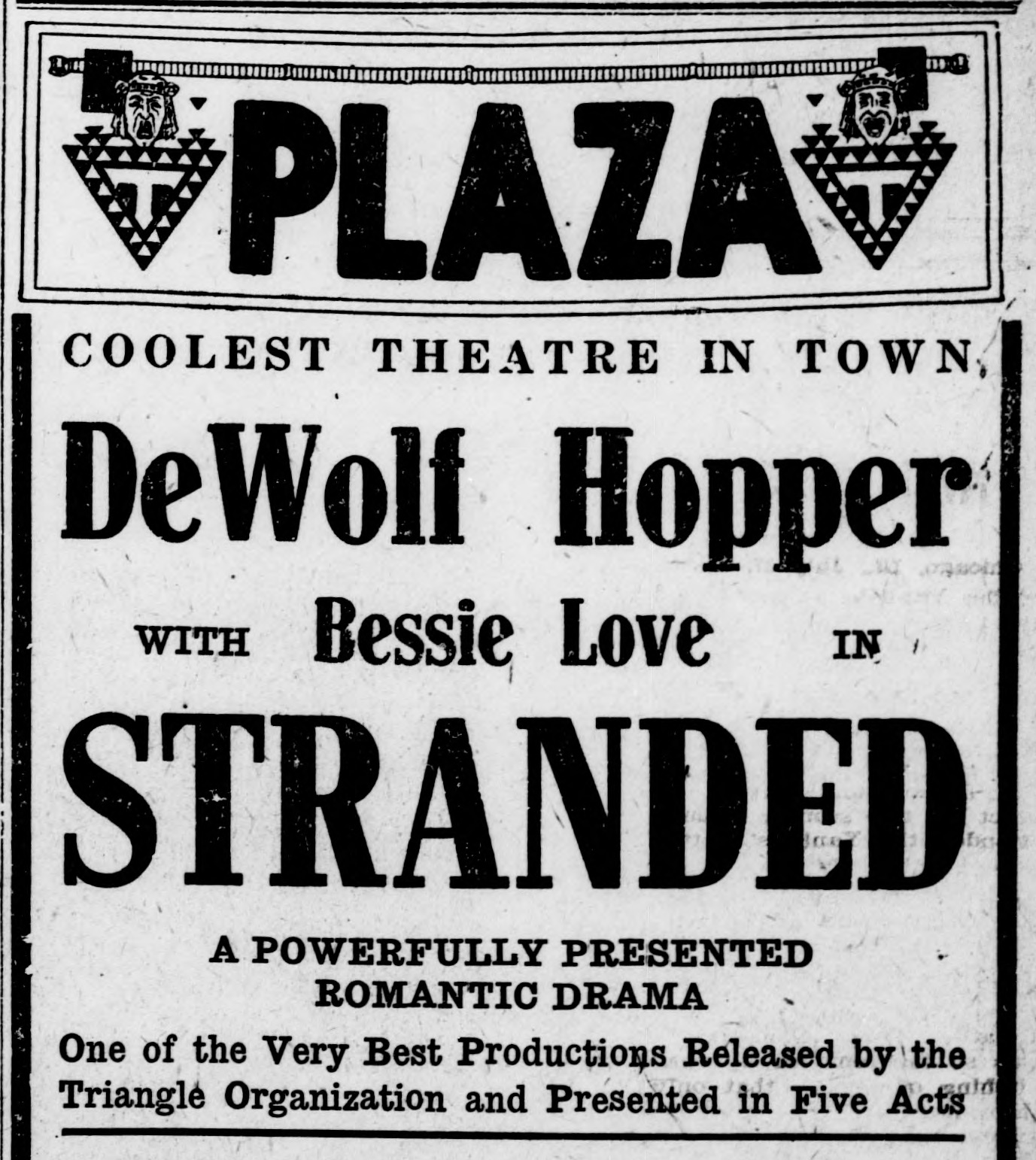
Anúncio de jornal

O filme foi recebido positivamente, assim como a direção e as atuações.